# مارجوري غروس
مارجوري غروس هي كاتِبة ومنتجة تلفزيونية وكاتبة سيناريو كندية، ولدت في 18 أبريل 1956 في تورونتو في كندا، وتوفيت في 7 يونيو 1996 في لوس أنجلوس في الولايات المتحدة بسبب سرطان المبيض.

## وصلات خارجية
- مارجوري غروس على موقع IMDb (الإنجليزية)
- مارجوري غروس على موقع قاعدة بيانات الفيلم (الإنجليزية)